# La Vádima
La Vádima es una entidad de población española del municipio de Ledesma, perteneciente a la provincia de Salamanca, en la comunidad autónoma de Castilla y León.

## Toponimia
El lugar puede aparecer referido como «Vádima» y «La Vádima».

## Historia
Hacia mediados del siglo XIX, el lugar, por entonces referido como una alquería perteneciente a Sanchón de la Ribera, tenía contabilizada una población de seis habitantes. Aparece descrito en el decimoquinto volumen del Diccionario geográfico-estadístico-histórico de España y sus posesiones de Ultramar de Pascual Madoz con las siguientes palabras:

VADIMA: alq. en la prov. de Salamanca, part. jud. de Ledesma; térm. municipal de Sanchon de la Rivera. pobl.: 3 vec., 6 almas.
(Madoz, 1849, p. 252)

En la actualidad, pertenece al municipio de Ledesma. En 2022, tenía empadronados tres habitantes.